# МПК-82
МПК-82 — малый противолодочный корабль проекта 1124М (шифр «Альбатрос», кодовое обозначение НАТО — Grisha III class corvette). Предназначен для поиска, обнаружения и уничтожения подводных лодок противника в прибрежных районах. Мореходность — 4 балла, применение оружия возможно до 3 баллов. 

## Строительство
МПК-82 заложен на судостроительном заводе «Ленинская кузница» в Киеве 20 апреля 1989 года, спущен на воду 20 апреля 1991 года, включён в состав ВМФ СССР 2 октября 1991 года, 6 октября 1991 года торжественно поднят Военно-Морской флаг СССР. Включён в состав ТОФ с 11 февраля 1992 года.

## Служба
1 октября 1992 года корабль вышел из порта Севастополь и своим ходом начал переход в Петропавловск-Камчатский. 20 декабря 1992 года прибыл в пункт базирования на Камчатке. Зачислен в состав 117-го дивизиона ПЛК 114-й БрОВР ТОФ (бухта Завойко). За время перехода, который занял 81 сутки, экипаж прошел 2 океана, 12 морей и 14 проливов, всего пройдено 11 815 миль. Индийский океан МПК-82 прошел на буксире.
23 февраля 1993 года поднял Андреевский флаг. МПК-82 один из крайних кораблей ВМФ России, так долго носивший Военно-Морской Флаг СССР после его развала.
В 2009 году по итогам состязаний на первенство ВМФ был объявлен лучшим кораблём 3-го ранга в рядах КТОФ, и награждён переходящим призом и грамотой ГК ВМФ.
В 2011 году принял участие в учениях Тихоокеанского флота.
В марте 2013 года МПК-82 в составе ОБК под общим командованием капитана 1-го ранга Василия Опрышко совместно с малыми ракетными кораблями «Смерч» и «Иней» успешно сдал курсовую задачу №2.
24 августа 2014 года МПК-82 вернулся с трёхмесячной боевой службы в районе Курильских островов и Сахалина. А уже в сентябре экипаж принял участие в стратегических командно-штабных учениях «Восток-2014».
В мае 2015 года близ Камчатки МПК-82 совместно с МРК «Мороз» отработал действия по ведению морского боя в составе группы.
В мае 2016 года появилась информация, что во время ремонта будет отремонтировано радиотехническое вооружение корабля: МГК-335МС и МГ-339Т «Шелонь-Т». В июле 2016 года в составе отряда кораблей (МРК Мороз, Иней, Разлив, МПК-107 и БТ-325) вернулся в базу после восьмимесячной БС.

### Современное состояние
На 2016 год корабль входит в состав 117-го дивизиона кораблей охраны водного района с базированием на Петропавловск-Камчатский.

## Командиры корабля
Командиры корабля (войсковая часть 53132):
- капитан-лейтенант Садов Игорь Сергеевич (1991—1993)
- капитан-лейтенант Баранов Владимир Николаевич (1993—1995)
- капитан-лейтенант Мурашко Сергей Дмитриевич (1995—1997)
- капитан-лейтенант Волжанин Валерий Вениаминович (1997—1998)
- капитан-лейтенант Баранов Денис Анатольевич (1998—2000)
- капитан 3-го ранга Липин Александр Владимирович (5.12.00—05.2004)
- капитан 3-го ранга Стеглик Кирилл Николаевич (2005—12.2010)
- капитан 3-го ранга Зинченко Иван Александрович (2011-05.2014)
- капитан 3-го  ранга Быков  Андрей Вальеревич
- капитан - лейтенант Карольков Артур Вальеревич
- капитан 3-го Знахаренко Сергей Витальевич(09.2018-09.2022)
- капитан 3 ранга Подобед Кирил Андреевич (09.2022 по н.в.)

## Бортовые номера
- с 1991 года — 091
- с 1992 года — 379
- с 1995 года — 375